# Attila Dorn
Attila Dorn, nacido como Karsten Brill (Sighişoara, Rumania, 27 de octubre de 1970), es un músico y cantante de ópera rumano-alemán. Brill en la comunidad musical se conoce con el nombre de Attila Dorn. Conocido principalmente como el vocalista del grupo de power metal Powerwolf, del cual ha sido miembro desde el comienzo de su actividad en 2003.

## Biografía
Según la versión oficial dada por la banda, Attila Dorn proviene de la ciudad de Sighişoara, en el centro de Rumanía. Estudió voz de ópera en la Real Academia de Música de Bucarest. Charles y Matthew Greywolf lo encontraron en un bar durante sus vacaciones de verano en Rumanía. Poco después, Atila se mudó a la ciudad de Saarbrücken, de donde provino el equipo de Powerwolf. En una de las entrevistas, admitió que estuvo en contacto cercano con la música heavy metal solo alrededor de 2002.
Poco se sabe sobre el origen real de Brill. En una entrevista con la revista alemana de música rock Matthew Greywolf admitió que Dorn no es de Rumania, sino de Alemania.
Antes de unirse a Powerwolf, Brill fue el cantante principal de Dragon's Tongue (1993-1996), Meskalin (1996-1998) y Red Aim (1999-2005, como el Dr. Don Roger).

## Discografía

### Dragons Tongue
- Love But Lies
- ‘’David de Egea’’

### Red Aim
- Call Me Tiger
- The Aprilfuckers EP
- Saartanic Cluttydogs
- Flesh For Fantasy
- Niagara (Álbum)

### Powerwolf
- Return_in_Bloodred
- Lupus_Dei
- Bible_of_the_Beast
- Blood_of_the_Saints
- Alive_in_the_Night
- Preachers_of_the_Night
- Blessed_&_Possessed
- The_Sacrament_Of_Sin
- Call of the Wild

- Datos: Q9161802
- Multimedia: Attila Dorn / Q9161802